# 歯科医師
歯科医師（しかいし、英語: Dentist、Doctor of Dental Surgery、Doctor of Dental Medicine）は、歯科医学に基づいて傷病の予防、診断および治療、そして公衆衛生の普及を責務とする医療従事者。

## 日本の歯科医師
日本において、その職務等に関しては歯科医師法により規定されており医師法による医師とは別の国家資格である。歯科医業の範囲における医療行為が許された業務独占資格および名称独占資格の医療資格である。医師は咬合構築に関する医療行為を行えない。
医師・歯科医師・薬剤師はそれぞれ業務が独立している為「医療三師」とよばれている。
業務についていない者も含め医師、薬剤師同様に２年毎に保健所を通して厚生労働省へ名前、居住地、就業先など厚生労働省指定の歯科医師届出票の届け出が義務とされている。
業務
歯科医師とは歯科医師法により「専ら歯科医療及び保健指導を掌ることによって、公衆衛生の向上及び増進に寄与し、国民の健康な生活を確保するものとすることを責務とする」と定められている。「歯科医業」とは咬合構築に関与する行為（補綴、充填、歯列矯正）、歯牙・顎骨・口腔粘膜・舌・口唇・唾液腺・咀嚼筋など下顔面に発生する疾患の治療、全身疾患のうち口腔または下顔面に症状を現す疾患の治療および機能回復訓練などの医療行為をいう。
なお、医師法の医業と重複する部分は耳鼻咽喉科学の口腔内疾患（口腔癌舌癌など）、皮膚科学の口腔内粘膜疾患等であるが、医師、歯科医師（歯科口腔外科歯科医師）共に診療を行っている。ただし、口腔癌が口腔以外の全身の器官に転移している場合は、医師と歯科医師が互いに治療方針の意見交換を行っておりそこで医科歯科連携治療が行われている。
よって、単に解剖学的な口腔周辺のみが診断や医療行為の範囲とは限らず、例えば歯や口腔の疾病などを引き起こす薬物依存等も範囲に入る。実際に歯や口腔の治療の一環として精神科や心療内科の領分を得意とする歯科医師も多い（ただし歯科医師を根拠に精神疾患や依存症の一般を診断したり医療行為を行う事は出来ない）。

### 学位
現在の日本では、厚生労働省が指定した大学の歯学に関する正規の課程（歯学科、6年制）を卒業し、歯科医師国家試験に合格しなければ歯科医師になれない。したがって、歯科医師は全員、学士（歯学）の学位を有する。しかし、「博士（歯学）」を有する者が必ず歯科医師とは限らない。歯学系大学院の博士課程、または歯学部の研究室で複数の論文を発表し、歯学部大学院に博士号を申請し、大学院教授たちの審査で博士号を与えるにふさわしいとされれば、博士号を歯科医師でなくとも与えられる（なお、同様に医師は必ず学士（医学）を有しているが、「博士（医学）」を有する者が必ず医師とは限らない）。

### 歯科医師国家資格

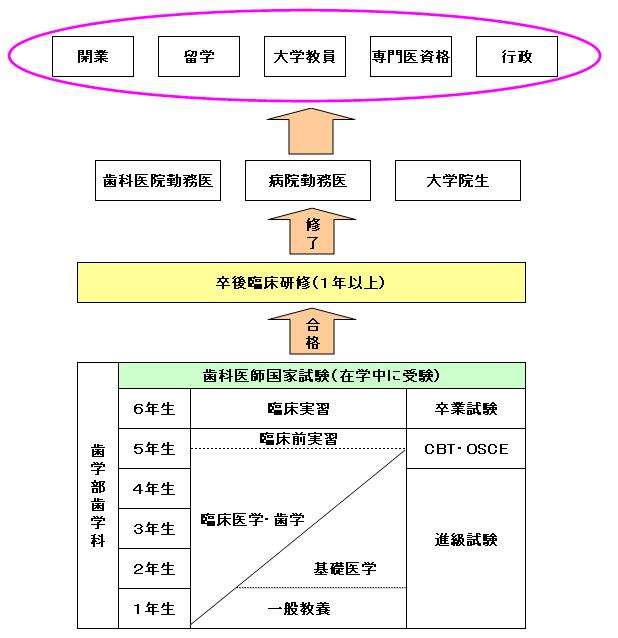
歯科医師養成およびその後の一般的なスケジュール（卒後臨床研修は2006年（平成18年）度より必須化）

日本において歯科医師は、医師とは別の国家資格である。歯科医師となるには、歯科医師国家試験に合格しなければならない。歯学部歯学科を卒業し学士（歯学）の学位を得ただけでは歯科医師になれない。
歯科医師国家試験の受験資格は、原則として大学において歯学の正規の課程を修めて卒業した者および卒業見込みの者（学士（歯学））に与えられる。正規の課程を卒業し、試験に合格し歯科医籍に登録をしたものは厚生労働大臣より歯科医師免許状が与えられ、これにより独立して歯科医業を行うことができる。また通常は、保険医登録も行うことが多い。さらに医療機関（診療所、病院）（どちらも歯科医業を行う診療所、主に歯科医業を行う病院の開設者や管理者になる）すなわち歯科医院の開業をし、診療所院長になるには、歯科医師免許取得後1年以上の卒後臨床研修を修了しなければならない。歯科衛生士に認められている一部行為を除き、他者の指示に基づかず歯科医業を行うことが歯科医師のみに認められている。また、主に歯科医業を行う病院および診療所の管理者も歯科医師が就くものと定められている。現在、歯科医師免許に更新期限はなく、歯科医業停止・免許取消を医道審議会により決定されない限り生涯にわたって有効である。
歯科医師免許は、診療科ごとに交付されるものではない。その為、各診療分野の学会が学会認定医などの認定を行っている。これらは法的な拘束力を持つ資格ではないため、標榜科名（現在、歯科、歯科口腔外科、矯正歯科、小児歯科の4科が認められている）は自由に標榜できる。なお専門医資格は、各学会の専門医を持っていないと広告できない。
2018年に専門医を一括して認定する公的な組織として日本歯科専門医機構が設立された。（医科の場合は歯科に先立って2018年に日本専門医機構が学会に変わり専門医の認定を開始している。）

### 歴史
明治維新前：明治維新以前は、口歯科、口中科を専業にする医師がいて、口、喉、歯の治療をおこなっていた。世界的には紀元前2500年頃のものと推定される義歯がギーザから発掘されている。
明治維新後：1874年（明治7年）8月に医制が公布され、西洋を模範とした医療制度が整えられ始めた。「医制」により、医師になるには、医術開業試験を合格することが求められた。1875年（明治8年）、小幡英之助は第1回目の医術開業試験に「歯科」を専門に試験を申請し合格した。小幡は医籍4号をもって登録された。これは「歯科を専攻する医師として登録された」ということであるが、小幡が西洋歯科医学を専攻した先達であり、「歯科」という語を初めて用いたこともあり、日本で最初の（近代）歯科医師とされている。1883年（明治16年）、医籍とは別に歯科医籍が作られ、医師と歯科医師とは独立した、別個の存在となった。1906年（明治39年）、法律48号により歯科医師法が制定された。1942年（昭和17年）、大戦中の医療体制確立のために、医師法と合わさって国民医療法となったが、歯科医師制度そのものに変化はなかった。戦後、国民医療法は、医師法、歯科医師法、医療法（医療機関について規定）にわかれ、現在に至る。

### 過剰問題
昭和40年代初頭より、虫歯が日本国内で増加し始めた。そのことと1県1医大構想もあって、人口10万人に対し歯科医師50人を目標に歯学部が増設された。結果、10年も経たずにその目標は達成され、厚生省は定員の縮小を勧告したが、その後も人口比で増加は続き、2018年には人口10万人に対して80人となっている。
なお、インターネット等で見られる「歯科医はコンビニエンスストアより多い」という言説は、誤りではないものの、コンビニエンスストアは後発の業態で、歯科医院の数がコンビニエンスストアの数を下回ったことはなく、むしろコンビニエンスストアが歯科医院に追いついてきているとも言えるなど実態を正しく表現しているとは言い難いとの指摘があるほか、今後医師の高齢化等で減少が予測されること、高齢化で需要の増大がみこまれること、人口比のOECD加盟国との比較でも中間に位置することから過剰とは言えないとする識者もいる。

### 専門医・認定医資格

#### 専門医資格
- 口腔外科専門医（日本口腔外科学会）
- 歯科麻酔専門医（日本歯科麻酔学会）
- 日本歯周病学会認定歯周病専門医（日本歯周病学会）
- 小児歯科専門医（日本小児歯科学会）
- 歯科放射線専門医（日本歯科放射線学会）

#### 学会認定専門医
- インフェクションコントロールドクター（ICD制度協議会）
- 口腔インプラント専門医（日本口腔インプラント学会）
- 口腔病理専門医（日本病理学会）
- 歯科保存専門医（日本歯科保存学会）
- 日本矯正歯科学会臨床指導医（旧専門医。日本矯正歯科学会）など

#### 認定医
- 日本矯正歯科学会認定医（日本矯正歯科学会）
- 日本歯科麻酔学会認定医（日本歯科麻酔学会）
- 日本成人矯正歯科学会認定医（日本成人矯正歯科学会）
- 日本歯科審美学会認定医（日本歯科審美学会）
- 日本歯科薬物療法学会認定医(日本歯科薬物療法学会)
- 日本補綴歯科学会認定医（日本補綴歯科学会）
- 日本口腔衛生学会認定医（日本口腔衛生学会）
- 日本歯科放射線学会認定医（日本歯科放射線学会）
- 日本障害者歯科学会認定医（日本障害者歯科学会）
- 日本顎咬合学会認定医（日本顎咬合学会）
- 日本顎関節学会認定医（日本顎関節学会）
- 日本全身咬合学会認定医（日本全身咬合学会）
- 日本歯内療法学会認定医（日本歯内療法学会）
- 日本歯科東洋医学会認定医（日本歯科東洋医学会）
- 日本スポーツ歯科医学会認定医（日本スポーツ歯科医学会認定医）
- 日本レーザー歯学会認定医（日本レーザー歯学会）
- 日本歯科心身医学会認定医（日本歯科心身医学会）など

### 歯科医師に付与される資格
- 無試験・講習（歯科医師資格があることにより付与される資格）
  - 食品衛生管理者[5]
  - 作業環境測定士[6]
  - 衛生管理者[7]など
- 有試験（受験資格が付与されるまたは試験が一部免除になる資格）
  - 臨床検査技師
  - 歯科技工士[要出典]（歯科医師免許があれば歯科技工士の行いうる全ての業務が実施可能[8]なため受験の意味はない）
  - 労働衛生コンサルタントなど

### 統計
| 調査年           | 歯科医師数 | 男     | 女     |
| ---------------- | ---------- | ------ | ------ |
| 1955（昭和30年） | 31,109     | -      | -      |
| 1960（昭和35年） | 33,177     | -      | -      |
| 1965（昭和40年） | 35,558     | 31,710 | 3,848  |
| 1970（昭和45年） | 37,859     | 33,756 | 4,103  |
| 1975（昭和50年） | 43,586     | 38,700 | 4,886  |
| 1980（昭和55年） | 53,602     | 47,012 | 6,590  |
| 1984（昭和59年） | 63,145     | 55,049 | 8,096  |
| 1986（昭和61年） | 66,797     | 58,180 | 8,617  |
| 1988（昭和63年） | 70,572     | 61,189 | 9,383  |
| 1990（平成2年）  | 74,028     | 63,822 | 10,206 |
| 1992（平成4年）  | 77,416     | 66,501 | 10,915 |
| 1994（平成6年）  | 81,055     | 69,048 | 12,007 |
| 1996（平成8年）  | 85,518     | 72,252 | 13,266 |
| 1998（平成10年） | 88,061     | 73,669 | 14,392 |
| 2000（平成12年） | 90,857     | 75,671 | 15,186 |
| 2002（平成14年） | 92,874     | 76,549 | 16,325 |
| 2004（平成16年） | 95,197     | 77,301 | 17,896 |
| 2006（平成18年） | 97,198     | 78,254 | 18,944 |
| 2008（平成20年） | 99,426     | 79,305 | 20,121 |
| 2010（平成22年） | 101,576    | 80,119 | 21,457 |
| 2012（平成24年） | 102,551    | 80,256 | 22,295 |
| 2014（平成26年） | 103,972    | 80,544 | 23,428 |
| 2016（平成28年） | 104,533    | 80,189 | 24,344 |
| 2018（平成30年） | 104,908    | 79,611 | 25,297 |
| 2020（令和2年）  | 107,443    | 80,530 | 26,913 |

### 歯学部歯学科を持つ日本の大学（29校）

#### 国立大学法人（11校）、公立大学法人（1校）
- 北海道大学
- 東北大学
- 東京科学大学
- 新潟大学
- 大阪大学
- 岡山大学
- 広島大学
- 徳島大学
- 九州大学
- 長崎大学
- 鹿児島大学
- 九州歯科大学（公立）

#### 私立（17校）
- 北海道医療大学
- 岩手医科大学
- 奥羽大学
- 日本歯科大学（生命歯学部、新潟生命歯学部）
- 東京歯科大学
- 日本大学（歯学部、松戸歯学部）
- 昭和大学
- 明海大学
- 鶴見大学
- 神奈川歯科大学
- 松本歯科大学
- 朝日大学
- 愛知学院大学
- 大阪歯科大学
- 福岡歯科大学

## 米国の歯科医師

### 統計
2012年の米国の総歯科医師数は約20万人である。最も多いのはカリフォルニア州の約3万人、次いでニューヨーク州の約1万5千人で、これらの地域の都市部では歯科医師過剰問題が指摘されている。
しかし、米国全体では歯科医師不足となっている州がほとんどであり、最も少ないのはワイオミング州の293人、次いでバーモント州の373人である。

### 年収
2009年度の米国の歯科医師の平均年収は、一般開業医で平均19万4千ドル、専門医で平均31万1千ドルであった。

### 専門医・準歯科専門医
米国歯科医師会は、歯内療法専門医、歯周専門医、補綴専門医、矯正専門医、小児歯科専門医、口腔外科専門医、口腔病理専門医、歯科放射線専門医、公衆衛生専門医の9種類を設定している。
また、米国では米国歯科医師会認定の専門医とは別に口腔内科、高齢者歯科、口腔顔面疼痛、顎関節症などの特殊専門プログラムならびに医師が準歯科専門医に位置づけられている。

### 医療保険制度
米国には国民健康保険制度は存在せず、個人は会社や学校を通じて民間保険に加入していることが多い。医療保険には狭義の医療保険と歯科医療保険があるが、特に後者は高額であるため1億3000万人以上のアメリカ国民は歯科医療保険には加入していない。
低所得者及び身体障がい者対象の医療保険にメディケイドがあり、医療費を連邦政府と州政府が折半している。しかし、予算の低い州では治療の保証の範囲が限られており、ほとんどの州では緊急処置のみであり、またメディケイドを受け入れる施設が少ないため治療には長期間を要する。

## 組織
歯科医師に関する組織には、学会、職能団体（労働組合）、規制団体などがある。
- 日本
  - 医道審議会 - 厚生労働省の審議会等であり、医師・歯科医師資格を規制している。
  - 公益社団法人日本歯科医師会 - 職能団体。
- 国際歯科連盟

## 著名な歯科医師
- ヘシ・レ（英語版）、紀元前27世紀の古代エジプト(エジプト第3王朝)にて Wer-ibeḥsenjw (最高位歯科医)に初めて任命された。世界初の歯医者ともされる[10]。
- 現代歯科学の父ピエール・フォシャールが、18世紀に代表作『Le Chirurgien Dentiste』（外科歯科医の意）を執筆し、ヨーロッパ医学界の再編が行われた。
- GReeeeN - メンバー4人全員が現役の歯科医師の音楽グループ。本業である医療活動と並立させるため、メンバーらの顔は非公表。